# 張漢寧
張漢寧（英語：Tim Cheung），香港電腦動畫動畫師與導演、製片人。

## 簡歷
張漢寧生於美國，1979年他隨父母回港入讀小學，1989年升學到美國泰勒大學修讀電腦科學及紐約普瑞特藝術學院電腦動畫碩士，1994年加入夢工場動畫的前身PDI，其後擔任《蟻哥正傳》的動畫師及《史力加3》的角色總監。
2007年8月，張漢寧回流香港出任意馬動畫工作室動畫部副總裁，負責《神勇飛鷹俠》及《小飛俠阿童木》這兩套獲日本授權重新製作的電腦動畫。

## 作品列表

### 動畫電影
- 《蟻哥正傳》（Antz）
- 《史瑞克系列三部曲》（the SHREK trilogy）
- 《小飛俠阿童木》（Astro Boy）[4]

## 外部連結
- 張漢寧在互联网电影资料库（IMDb）上的資料（英文）
- 張漢寧在領英上的專頁